# Pionier (Schiff, 1933)
Die Pionier war ein deutsches Kühlschiff, das von der Kriegsmarine 1940 erfasst, als Truppentransporter eingesetzt und im September 1940 von einem britischen U-Boot versenkt wurde. 2018 wurde das Wrack des Schiffes von einer dänischen Expedition entdeckt.

## Bau und technische Daten
Das Schiff lief am 2. November 1933 mit der Baunummer 704 bei der Bremer Vulkan Schiffbau und Maschinenfabrik in Vegesack vom Stapel und wurde am 30. Dezember 1933 an die Hamburger Reederei F. Laeisz abgeliefert. Es war 114,9 m lang und 13,66 m breit, hatte 7,3 m Tiefgang und 8,75 m Seitenhöhe und war mit 3264 BRT und 1933 NRT vermessen. Die Gesamtgröße der Kühlräume betrug 3.700 m³, die Tragfähigkeit 2791 tdw. Zwei 5-Zylinder-2-Takt-Dieselmotoren von SCDA mit jeweils 975 PS ermöglichten eine Geschwindigkeit von 15,0 kn. Die Besatzung bestand aus 35 Mann; bis zu 12 Passagiere konnten mitgenommen werden. Sie hatte ein Schwesterschiff, die Pelikan.

## Geschichte

### Bananentransporter
Die Pionier (Rufzeichen DJML) wurde mit Heimathafen Hamburg für die Afrikanische Frucht-Compagnie (AFC), eine Tochtergesellschaft der Reederei F. Laeisz, in der Fruchtfahrt zwischen Hamburg und Häfen in Westafrika eingesetzt. Dabei handelte es sich zumeist um den Transport in Tiko geladener Bananen aus den Plantagen der AFC in Kamerun, die in Hamburg grün angelandet und von der AFC dann in eigenen Reifeanlagen zur Essreife gebracht und in eigenen Obstläden verkauft wurden. Teilweise bestand die Ladung allerdings auch aus getrockneten Bananen, die in Deutschland als sogenannte Feigenbananen verkauft wurden.

### Kriegsmarine

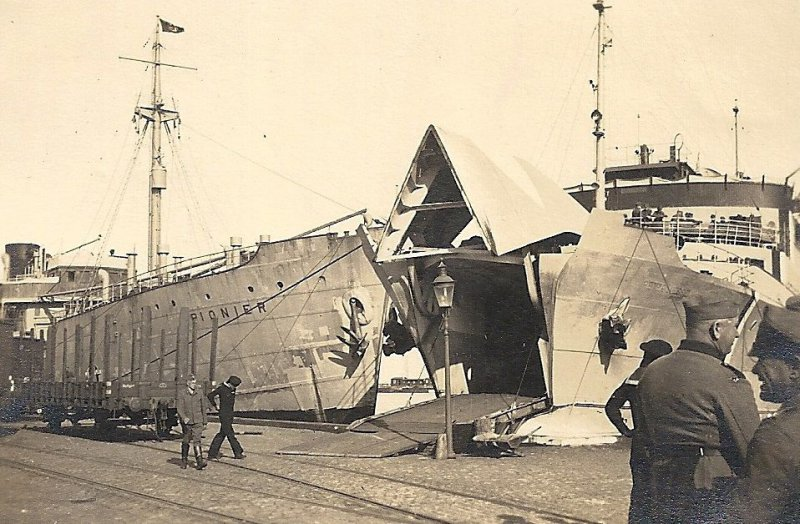
Pionier links – Peter Wessel rechts (Aufnahme um 1940)

Am 24. August 1939, kurz vor dem Beginn des Zweiten Weltkriegs, lief die Pionier zu einer neuen Bananenübernahme in Tiko ein. Dort erreichte sie die Warnung vor einem bevorstehenden Kriegsausbruch und sie lief am 25. August nach Santa Isabel auf der der Küste Kameruns vorgelagerten, damals spanischen Insel Fernando Póo aus, wo sie am 27. August eintraf und ihre bereits geladenen Bananen vernichten musste. Bis zum 28. Oktober lag das Schiff in der spanischen Kolonie. Dann lief es auf Schleichwegen nach Las Palmas auf den Kanarischen Inseln, das am 11. November 1939 erreicht wurde. Die letzte Etappe der Heimreise begann am 12. Dezember und führte die Pionier durch den Nordatlantik und die Dänemarkstraße nach Narvik in Norwegen und schließlich am 8. Januar 1940 nach Hamburg.
Am 13. April 1940 – unmittelbar nach dem Überfall der Wehrmacht auf Dänemark und Norwegen (Unternehmen Weserübung) – wurde die Pionier von der Kriegsmarinedienststelle Hamburg zum Transport von Truppen und Material nach Norwegen erfasst und zu diesem Zweck nach Frederikshavn am Kattegat in Nordjütland entsandt. Ihre erste Nachschubfahrt ging am 20. April im Konvoi mit der Togo und der Ahrensburg und gesichert durch fünf Torpedoboote, zwei Flottenbegleiter und neun Minenräumboote von Frederikshavn nach Larvik und Oslo. Im Skagerrak wurde der Geleitzug vom britischen U-Boot Triad erfolglos angegriffen, und während die Togo und die Ahrensburg nach Larvik liefen, erreichte die Pionier mit den Torpedobooten Jaguar und Falke und drei Räumbooten am Abend Oslo. In den folgenden Wochen bis Ende Mai verkehrte das Schiff nahezu pausenlos zwischen Frederikshavn und Larvik mit Nachschub an Truppen und Material. Im Juni und Juli – mit einer kurzen Unterbrechung vom 4. bis zum 8. Juli zur Überholung in der Frederikshavn Værft & Flydedok – fuhr das Schiff dann, wie auch die ehemals norwegische Passagier- und Autofähre Peter Wessel, im Pendelverkehr zwischen Frederikshavn und Oslo. Den August verbrachte die Pionier in Kopenhagen zum Einbau einer MES-Anlage. Am 30. August folgte eine weitere Fahrt von Frederikshavn nach Oslo.

### Versenkung
| Pionier |

| Lokalisierung von Schweden in Europa |

Die nächste Fahrt wurde ihre letzte. Am Abend des 2. September 1940 lief die Pionier, mit 70 Mann Schiffsbesatzung und Flakbedienung und 753 mehrheitlich von Heimaturlaub zurückkehrenden Wehrmachtsangehörigen an Bord, im Geleitzug und gesichert von zwei Torpedobooten von Frederikshavn mit Ziel Oslo aus. Wenige Stunden später, kurz nach 21:00 Uhr, wurde sie von dem britischen U-Boot Sturgeon etwa 15 Seemeilen nördlich von Skagen in schwerer See auf Position 57° 59′ N, 10° 52′ O torpediert und versenkt. Die in Skagen und Frederikshavn liegenden Boote der 10. und 15. Vorpostenflottille eilten zur Untergangsstelle und kehrten in den Morgenstunden des 3. September mit 175 Überlebenden und 91 geborgenen Toten zurück. Der Frachter Utlandshörn und seine Geleitboote brachten am Nachmittag weitere 312 Überlebende und 152 Tote nach Frederikshavn. 93 Personen wurden als vermisst gemeldet, sodass die Gesamtzahl der Opfer 336 Tote und Vermisste betrug. Insgesamt 487 Personen überlebten. 230 der Opfer wurden am 6. September 1940 auf dem Soldatenfriedhof in Frederikshavn beigesetzt, die übrigen – darunter auch die in der Folge an der Küste angetriebenen – teils in Aalborg, teils an anderen Orten auf Vendsyssel-Thy.
Nach dieser Katastrophe befahl das Oberkommando des Heeres, dass Mannschaftstransporte von und nach Norwegen nicht mehr über Frederikshavn, sondern nur noch über Sassnitz und Trelleborg zu leiten seien. Die Schiffsverbindung von Frederikshavn bzw. Aalborg nach Norwegen diente danach nur noch dem Materialtransport.